# RNK komponenta telomeraze
RNK komponenta telomeraze, takođe poznata ka TERC, je RNK gen prisutan kod eukariota, koji je komponenta telomeraze, enzima koji produžava telomere. TERC služe kao šabloni za telomernu replikaciju (reverznu transkripciju) posredstvom telomeraze. Telomerazne RNK se znatno razlikuju po sekvuenci i strukturi između kičmenjaka, trepljara i kvasaca, mada oni imaju zajedničku strukturu 5' pseudočvora u blizini sekvence šablona. Telomerazna RNA kičmenjaka ima 3' H/ACA domen sličan snoRNK.

## Funkcija
Telomeraza je ribonukleoproteinska polimeraza koja održava telomerne krajeve dodavanjem telomernih ponavljanja TTAGGG. Ovo ponavljanje varira među eukariotama. Enzim se sastoji od proteinske komponente (TERT) sa reverzno transkriptaznom aktivnošću, i RNK komponente, kodirane ovim genom, koja služi kao šablon za telomerno ponavljanje. Izaražavanje telomeraze ima ulogu u ćelijskom starenju, te je normalno zastupljeno u postnatalnim somatskim ćelijama u kojima se javlja progresivno skraćivanje telomera. Deregulacija izražavanja telomeraze u somatskim ćelijama može da doprinese onkogenezi. Studije na miševima sugeriraju da telomeraze takođe učestvuju u hromozomalnoj popravci, pošto do novo sinteze telomernih ponavljanja može doći pri dvolančanim prekidima. Homolozi TERC se takođe mogu naći u Gallid herpes virusima.

## Klinički značaj
Mutacije ovog gena uzrokuju autosomalno dominantni diskeratosis kongenita, i mogu da budu asocirane sa delom slučajeva aplastične anemije.

## Spoljašnje veze
- GeneReviews/NCBI/NIH/UW entry on Dyskeratosis Congenita
- GeneReviews/NCBI/NIH/UW entry on Pulmonary Fibrosis, Familial
- EntrezGene page for TERC
- strana za Vertebrate telomerase RNA
- strana za Ciliate telomerase RNA
- strana za Saccharomyces telomerase